# Margaritaria anomala
Margaritaria anomala là một loài thực vật có hoa trong họ Diệp hạ châu. Loài này được (Baill.) Fosberg mô tả khoa học đầu tiên năm 1978.